# 風蓮湖 (曲)
「風蓮湖」（ふうれんこ）は、2009年9月23日に発売された、山内惠介の通算10枚目のシングル。2010年7月14日には、ジャケットとカップリングを変更したデビュー10周年記念盤が発売された。

## 収録曲

### 通常盤
1. 風蓮湖 (04:12)
作詞：鈴木紀代／作曲：水森英夫／編曲：前田俊明
2. 想い出小樽 (03:56)
作詞：下地亜記子／作曲：水森英夫／編曲：前田俊明
3. 風蓮湖（オリジナル・カラオケ） (04:12)
4. 想い出小樽（オリジナル・カラオケ） (03:56)

### デビュー10周年記念盤
1. 風蓮湖 (04:12)
作詞：鈴木紀代／作曲：水森英夫／編曲：前田俊明
2. 霧情（ニュー・ヴォーカル・バージョン） (05:13)
作詞：星野哲郎／作曲：水森英夫／編曲：伊戸のりお
3. 風蓮湖（オリジナルカラオケ） (04:13)
4. 霧情（オリジナルカラオケ） (05:11)